# Province de Lodi
Pour les articles homonymes, voir Lodi (homonymie).
La province de Lodi (pruincia de Lod en dialecte lodi) est une province italienne, dans la région de Lombardie.
La capitale provinciale est Lodi.
Elle est créée le 6 mars 1992, à partir de 61 communes qui relevaient de la province de Milan.